# Dactylochelifer kussariensis arenicola
Dactylochelifer kussariensis arenicola es una subespecie de arácnido del orden Pseudoscorpionida de la familia Cheliferidae.

## Distribución geográfica
Se encuentra en Turquía  y en Azerbaiyán.